# Жюсса
Жюсса́ (фр. Jussas) — коммуна во Франции, находится в регионе Пуату — Шаранта. Департамент коммуны — Шаранта Приморская. Входит в состав кантона Монтандр. Округ коммуны — Жонзак.
Код INSEE коммуны — 17199.

## Население
Население коммуны на 2010 год составляло 116 человек.
| 1962 | 1968 | 1975 | 1982 | 1990 | 1999 | 2010 |
| ---- | ---- | ---- | ---- | ---- | ---- | ---- |
| 128  | 107  | 120  | 123  | 96   | 104  | 116  |